# Autremencourt
Autremencourt ist eine französische Gemeinde mit 175 Einwohnern (Stand: 1. Januar 2022) im Département Aisne der Region Hauts-de-France (bis 2015: Picardie). Sie gehört zum Arrondissement Laon, zum Kanton Marle und zum Gemeindeverband Pays de la Serre.

## Geographie
Die Gemeinde Autremencourt liegt am Südrand der Landschaft Thiérache, 16 Kilometer nordöstlich von Laon. Autremencourt hat durch den kalkhaltigen Boden keine oberirdischen Fließgewässer und keinen Wald. Umgeben wird Autremencourt von den Nachbargemeinden Vesles-et-Caumont im Südwesten, Toulis-et-Attencourt im Westen, Voyenne im Nordwesten, dem Kantonshauptort Marle im Norden, Montigny-sous-Marle im Nordosten, La Neuville-Bosmont im Osten sowie Cuirieux im Südosten. Die Gemeinde Autremencourt hat mit sechs Windkraftanlagen im Südosten der Gemeinde einen Anteil an einem interkommunalen Windpark.

## Bevölkerungsentwicklung
| Jahr                       | 1962 | 1968 | 1975 | 1982 | 1990 | 1999 | 2006 | 2012 | 2021 |
| Einwohner                  | 191  | 193  | 152  | 149  | 125  | 162  | 166  | 178  | 175  |
| Quellen: Cassini und INSEE |      |      |      |      |      |      |      |      |      |

## Sehenswürdigkeiten

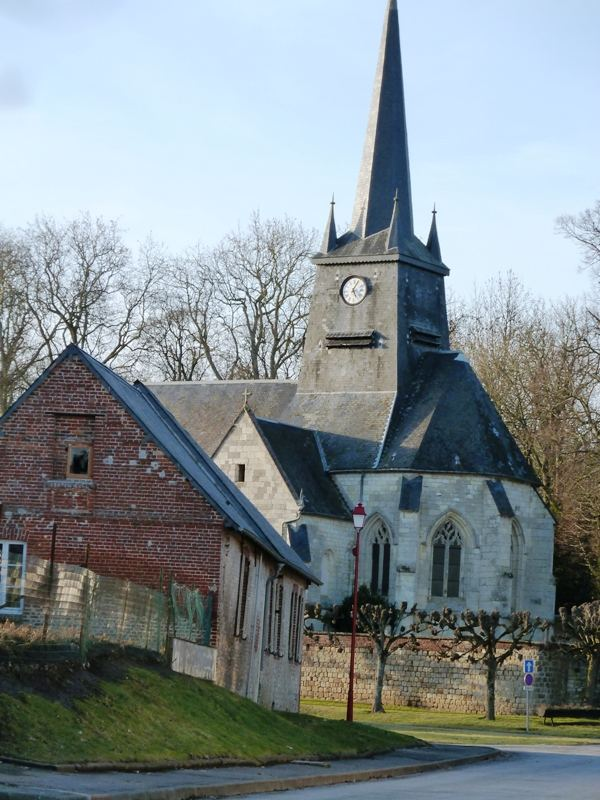
Wehrkirche Saint-Martin

- Wehrkirche Saint-Martin
- Wasserturm